# Marquese Chriss
Marquese De’Shawn Chriss (* 2. Juli 1997 in Sacramento, Kalifornien) ist ein US-amerikanischer Basketballspieler, der zurzeit bei den Dallas Mavericks in der NBA unter Vertrag steht.

## Karriere

### College
Chriss spielte ein Jahr für die Huskies an der University of Washington. Dort erzielte er 13,8 Punkte, 5,4 Rebounds und 1,6 Blocks im Schnitt. Obwohl er zunächst nicht als Toptalent für den NBA-Draft galt, stieg sein Ansehen, nachdem er ein beeindruckendes Spiel gegen die University of California, Berkeley um deren Starspieler Jaylen Brown zeigte. Nach der Saison entschloss er sich, sich zum NBA-Draft anzumelden. Chriss galt vor dem Draft als einer der athletischsten Spieler und zog Vergleiche mit Shawn Marion, Amare Stoudemire und Shawn Kemp auf sich.

### NBA
In der NBA-Draft 2016 wurde Chriss an achter Stelle von den Sacramento Kings ausgewählt, jedoch kurz nach seiner Auswahl, für die Draftrechte an Georgios Papagiannis, Skal Labissière und Bogdan Bogdanović zu den Phoenix Suns transferiert. Bei den Suns trifft Chriss auf ein junges und talentiertes Team, das sich im Neuaufbau befindet und mit Dragan Bender und Devin Booker zwei weitere Toptalente vorzuweisen hat. In seiner Debütsaison kam in allen 82 Spielen zum Einsatz und erzielte 9,4 Punkte und 4,3 Rebounds pro Spiel und wurde nach der Saison 2016/17 ins NBA All-Rookie Second Team berufen.
In seinem zweiten Jahr stagnierte Chriss und erzielte nur noch 7,7 Punkte im Schnitt. Im Sommer 2018 wurde er zusammen mit Brandon Knight, für die Rechte an De’Anthony Melton und Ryan Anderson zu den Houston Rockets transferiert. Chriss sah bei den Rockets nur wenig Spielzeit und wurde nach nicht mal einem halben Jahr, zu den Cleveland Cavaliers weitergereicht, wo er häufiger eingesetzt wurde. Im Oktober 2019 unterschrieb Chriss bei den Golden State Warriors, für die er solide Leistungen zeigte. Im März 2021 wurde Chriss zu den San Antonio Spurs transferiert, von denen er jedoch ohne ein Spiel zu absolvieren, wenige Tage später entlassen wurde. Im September 2021 unterschrieb Chriss einen Trainingsvertrag bei den Portland Trailblazers, jedoch wurde er vor Saisonstart aus dem finalen Kader gestrichen. Im Dezember selben Jahres unterschrieb Chriss einen 10-Tagesvertrag bei den Dallas Mavericks.

## Karriere-Statistiken

### NBA

#### Reguläre Saison
| Saison  | Team                  | GP  | GS  | MPG  | FG % | 3P % | FT % | RPG | APG | SPG | BPG | PPG |
| ------- | --------------------- | --- | --- | ---- | ---- | ---- | ---- | --- | --- | --- | --- | --- |
| 2016–17 | Phoenix               | 82  | 75  | 21.3 | .449 | .321 | .624 | 4.2 | 0.7 | 0.8 | 0.9 | 9.2 |
| 2017–18 | Phoenix               | 72  | 49  | 21.2 | .423 | .295 | .608 | 5.5 | 1.2 | 0.7 | 1.0 | 7.7 |
| 2018–19 | Houston / Cleveland   | 43  | 2   | 11.6 | .372 | .222 | .711 | 3.3 | 0.5 | 0.4 | 0.3 | 4.2 |
| 2019–20 | Golden State Warriors | 59  | 21  | 20.3 | .545 | .205 | .769 | 6.2 | 1.9 | 0.7 | 1.1 | 9.3 |
| 2020–21 | Golden State Warriors | 2   | 0   | 13.5 | .357 | .200 | .500 | 6.5 | 1.0 | 0.0 | 1.0 | 6.5 |
| 2021–22 | Dallas                | 34  | 0   | 10.2 | .463 | .320 | .667 | 3.0 | 0.5 | 0.4 | 0.4 | 4.5 |
| Gesamt  | Gesamt                | 292 | 147 | 18.3 | .456 | .290 | .667 | 4.7 | 1.0 | 0.6 | 0.8 | 7.6 |